# Prosopium gemmifer
Prosopium gemmifer és una espècie de peix de la família dels salmònids i de l'ordre dels salmoniformes.

## Morfologia
- Els mascles poden assolir 22 cm de longitud total.[1][2]

## Hàbitat
És un peix d'aigua dolça, de clima temperat i pelàgic.

## Distribució geogràfica
Es troba a Nord-amèrica: és una espècie de peix endèmica del llac Bear (sud-est d'Idaho i nord de Utah, Estats Units).

## Observacions
És inofensiu per als humans.